# 光唇鯊屬
光唇鯊屬（学名：Eridacnis）是原鲨科的一屬。

## 物种
所包括的物种如下：
- 古巴光唇鯊 Eridacnis barbouri (Bigelow & Schroeder, 1944)
- 斑鰭光唇鯊 Eridacnis radcliffei H. M. Smith, 1913：又名花尾貓鮫。
- 東非光唇鯊 Eridacnis sinuans (J. L. B. Smith, 1957)